# Imiquimod
L'imiquimod (DCI) est un médicament qui modifie la réponse immunitaire et est utilisé dans le traitement de certains cancers de la peau  et des condylomes.

## Utilisation
L'imiquimod est une crème appliquée sur le patient et prescrite pour traiter les verrues génitales, la maladie de Bowen (carcinome épidermoïde in situ), et après intervention chirurgicale pour le carcinome basocellulaire,, ainsi que la kératose actinique.
Il est en discussion de remplacer l'exérèse chirurgicale par un traitement par l'Imiquimod dans les Paget extra mammaire. La rareté et la multiplicité des tableaux cliniques rend les études difficiles.

## Mécanisme d'action

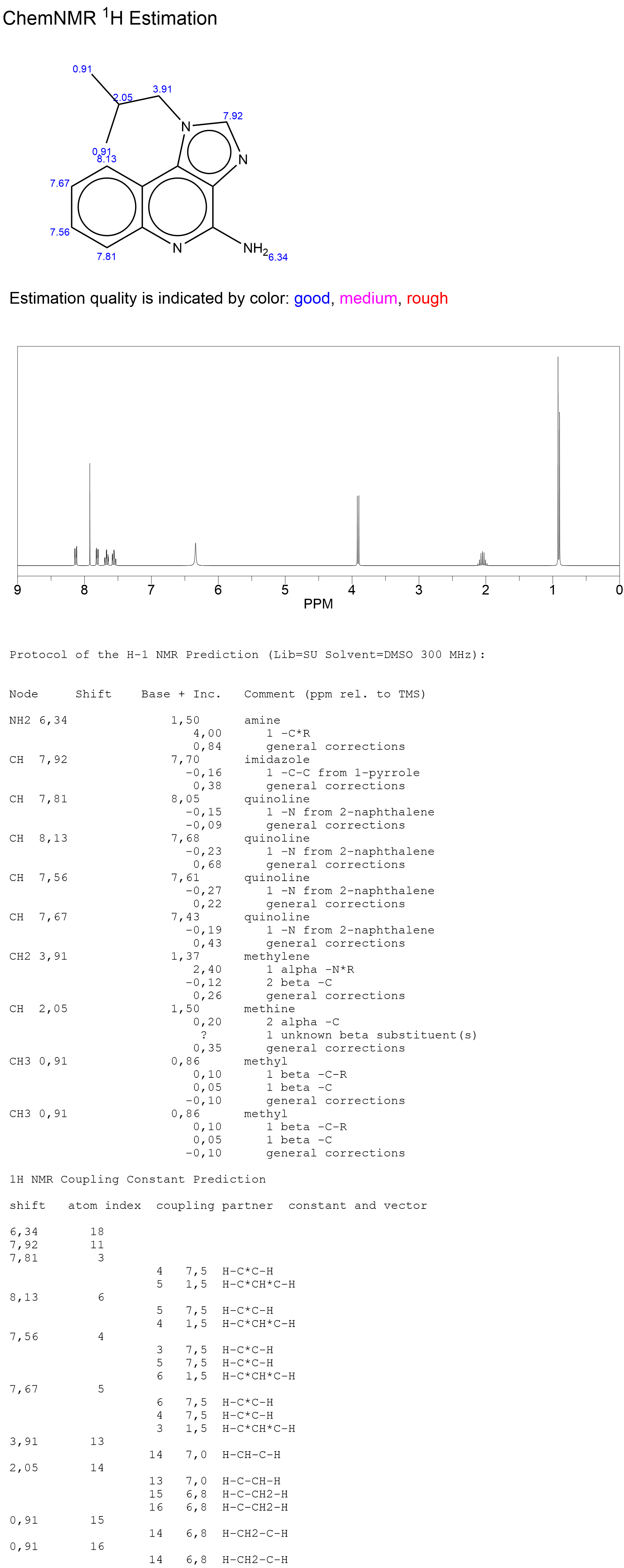
Spectre RMN de l'Imiquimod 1H, généré par ChemNMR.

L'imiquimod a une activité antitumorale profonde en agissant sur plusieurs niveaux immunologiques en même temps, elle stimule le système immunitaire inné en activant le TLR7, couramment impliqué dans la reconnaissance de l'agent pathogène,. Les cellules activées par l'imiquimod via le TLR7 sécrètent des cytokines (principalement des interférons α, des interleukines 6, et des facteurs de nécrose tumorale). 
Lors d'une application cutanée, l'imiquimod peut entraîner l'activation de cellules de Langerhans, qui migrent ensuite vers les ganglions lymphatiques locaux pour activer le système immunitaire adaptatif. Les lymphocytes NK, les macrophages, et les lymphocytes B sont également activés par l'imiquimod.